# Karel Albert I. Sardinski
Karel Albert I. Sardinski (Carlo Alberto Emanuele Vittorio Maria Clemente Saverio di Savoia), sardinski kralj, * 2. oktober 1798, Torino, Kraljevina Sardinija, † 23. marec 1849, Porto, Portugalska.

## Življenje
Karel Albert se je rodil 2. oktobra 1798 v Torinu kot potomec Savojske veje Carignano. Čeprav veja Savoia-Carignano ni bila predvidena za nasledstvo na prestolu Kraljevine Sardinije, je Karel Albert postal kralj po smrti strica Karla Feliksa, zadnjega od sinov Viktorja Amadeja III., ki so vsi umrli brez potomcev. 
Sprva se je šolal v liberalni in frankofilski atmosferi Ženeve, nato pa v Parizu v času Prvega francoskega cesarstva. Napoleon ga je 1814. imenoval za poročnika dragoncev. Po Napoleonovem padcu se je se vrnil v Torino. Leta 1817 se je poročil s toskansko princeso Marijo Terezijo in začel kazati zanimanje za liberalne ideje. Zaradi odsotnosti kralja Karla Feliksa je bil 1821. imenovan za regenta. Takrat je odobril ustavo, ki je pa kralj kasneje ni odobril. Kralj ga je raje poslal v Španijo, kjer se je pridružil francoski vojski, ki je posredovala v Španiji, da bi zatrla liberalno revolucijo in obnovila oblast španskega kralja Ferdinanda VI. Revolucija je bila 1823 zatrta in Ferdinand je obnovil absolutno oblast.
Leta 1831 je postal sardinski kralj. Čeprav je bil italijanski patriot, ki je nasprotoval avstrijski nadvladi v severni Italiji, je krvavo zadušil vstajo, ki jo je sprožil Giuseppe Mazzini. Začel je z nizom reform, s katerimi je ukinil carine znotraj svoje kraljevine. Spodbujal je tudi razvoj umetnosti in znanosti.
V revolucionarnem letu 1848 je pod pritiskom liberalcev in v strahu pred revolucijo objavil ustavo, ki se je zgledovala po belgijski in francoski. Po uporu v Milanu je napovedal vojno Avstrijskemu cesarstvu in s tem začel prvo vojno za italijansko neodvisnost. Po nekaj začetnih zmagah je izgubil podporo papeža in ostalih italijanskih vladarjev.
Po porazu v bitki pri Custozzi 24. julija 1848 je bil prisiljen skleniti premirje. Pod pritiskom republikancev je prekinil premirje in 12. marca 1849 ponovno napovedal vojno Avstrijskemu cesarstvu. Že 23. marca pa je bila sardinska vojska hudo poražena v bitki pri Novari in prisiljena v umik. Tedaj je odstopil v korist svojega sina Viktorja Emanuela. Sam pa je odšel v izgnanstvo na Portugalsko, kjer 28. julija 1849 tudi umrl.

## Pomanjkljivosti in zasluge
Karel Albert je znan po svoji negotovosti in po večkratni spremembi stališča v političnih vprašanjih. Stalno je nihal med podporo liberalnih idej in ohrano monarhičnih pravic. Boril se je za italijansko neodvisnost in zedinjenje, a ni sprejel idej liberalcev, temveč je strogo nastopil proti predstavnikom Mlade Italije, proti Mazziniju in Garibaldiju, ker je v njih videl nevarnost za monarhijo. Najprej najbližji sodelavec Francozov in nasprotnik Avstrijcev, je leta 1831 zaradi julijske revolucije sklenil mirovno pogodbo z Avstrijo, kar mu pa ni preprečilo, da ji je pozneje dvakrat napovedal vojno. Za razumevanje nasprotujočih si dejanj Karla Alberta je treba upoštevati izredno razburkano evropsko politiko njegovega časa, pa tudi politično nezrelost širših množic.
Kljub tem pomanjkljivostim je ostalo ime Karla Alberta povezano z eno njegovih zaslug, to je z izdajo zakonika, ki se po njem imenuje Albertinski statut. To je prva italijanska ustava, ki je bila temelj Kraljevine Italije do leta 1946, ko je bil uveden prehodni ustavni režim do leta 1948. Takrat je bila uradno sprejeta ustava Italijanske republike. Albertinski statut je iz leta 1848, a ni nastal naenkrat, temveč je slonel na dolgoletnem postopnem uvajanju raznih liberalnih zakonov. Med drugim je Karel Albert odpravil carinske privilegije za državne predstavnike in znižal carinske dajatve na žito, kovine, tekstil in premog. Prepovedal je mučenje zapornikov in skrunjenje trupel usmrčenih ter preklical zaseg premoženja obsojenih. Leta 1837 je bil izdan civilni kodeks, po dveh letih tudi kazenski kodeks, ki je med drugim predvideval javne sodne razprave. Leta 1847 je Karel Albert preklical cenzuro političnih časopisov.